# Лінн Вотсон
Лінн Вотсон (англ. Lynne Watson, 22 листопада 1952) — австралійська плавчиня.
Срібна медалістка Олімпійських Ігор 1968 року.
Переможниця Ігор Співдружності 1970 року.